# Passovia biloba
Passovia biloba är en tvåhjärtbladig växtart som beskrevs av Kuijt. Passovia biloba ingår i släktet Passovia och familjen Loranthaceae. Inga underarter finns listade i Catalogue of Life.